# Jerada
Jerada ou Yerada (em árabe: جرادة) é uma cidade do nordeste de Marrocos, capital da província homónima, que faz parte da região Oriental. Em 2004 tinha 43 916 habitantes e estimava-se que em 2012 tivesse 41 823 habitantes.
Situa-se nos montes dos Beni Snassen, 60 km a sudoeste de Ujda e 40 km a oeste da fronteira com a Argélia (distâncias por estrada). Desenvolveu-se como centro mineiro de carvão a partir de 1927, durante o protetorado francês. O clima caracteriza-se por vagas de frio glaciar no inverno e temperaturas abrasadoras no verão.